# Saveloy

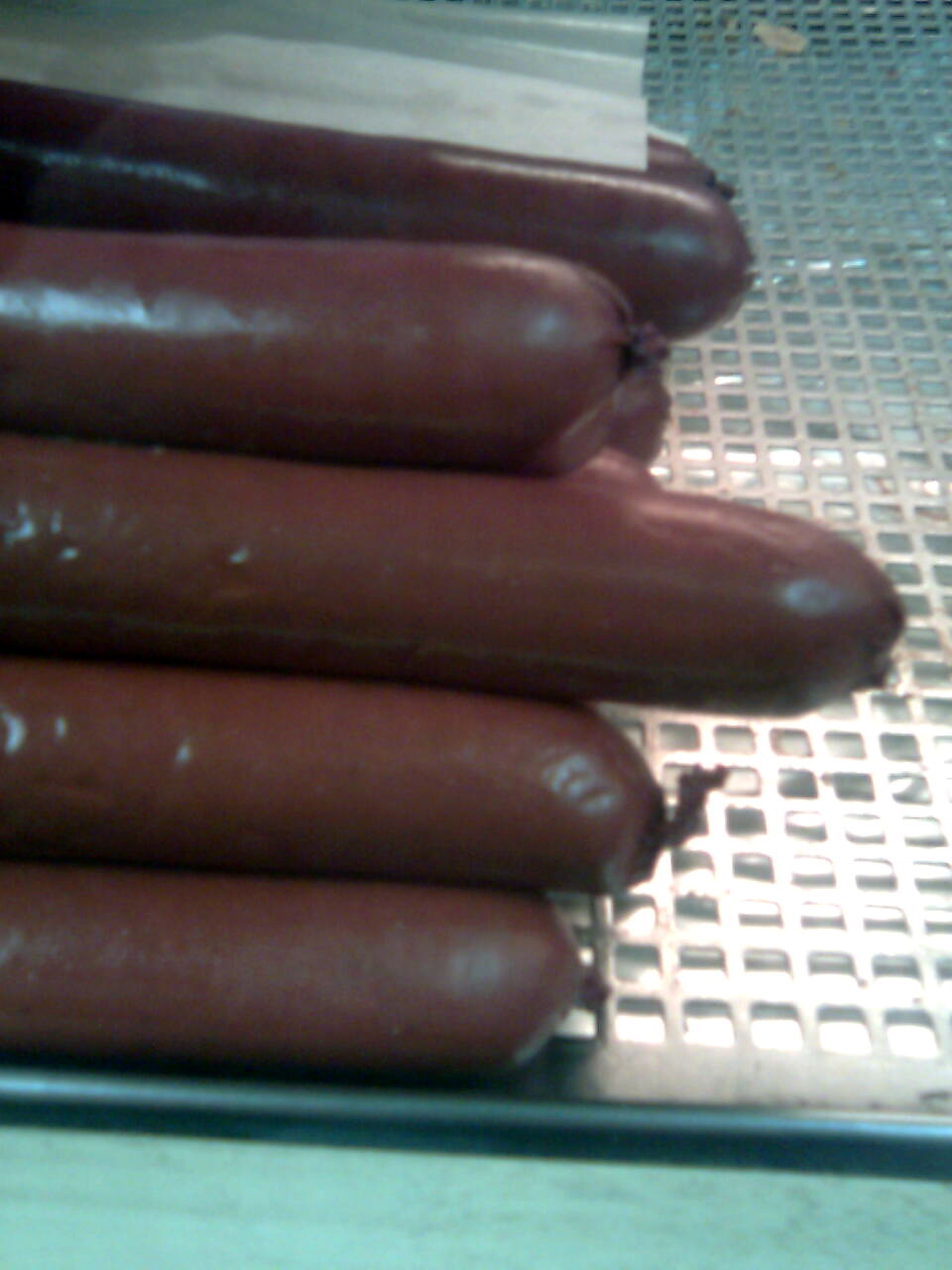
Saveloys.

Un saveloy es un tipo de salchicha de cerdo muy condimentada, normalmente de color rojo intenso, que se sirve en los locales de fish and chips ingleses, a veces rebozado y frito. Se cree que el término procede del francosuizo cervelas o servelat, a su vez del latín cerebrus, originalmente un salchicha de sesos de cerdo especialmente relacionada con Suiza.
El sabor de saveloy es parecido al frankfurter o el budín rojo. Se come mayoritariamente con patatas fritas, pero ocasionalmente también en un sándwich con pease pudding, relleno, mostaza y gravy. Este plato es conocido como saveloy dip en el noreste de Inglaterra, ya que una mitad del bollo se moja en gravy, de forma parecida al sándwich francés.
El saveloy también se encuentra en Australia, normalmente rebozado y a veces conocido como battered sav. El saveloy fue originalmente conocido como un frankfurter en Australia hasta la Primera Guerra Mundial, cuando muchos nombres alemanes de comidas y lugares fueron cambiados por otros ingleses.
Los saveloys también se comen en Nueva Zelanda, donde son conocidos coloquialmente como sav si no van rebozados y hotdog si lo van, vendiéndose normalmente en tiendas fish and chips. Un cheerio es una versión más pequeña, aproximadamente la mitad, a veces llamada salchicha de cóctel. Los cheerios son populares en fiestas infantiles de Nueva Zelanda y Australia, sirviéndose a menudo calientes en una salsa de tomate dulce y picante.